# Udo Fink (Musiker)
Udo Fink (* 12. August 1936 in Karlsruhe; † 18. Mai 2024) war ein Schweizer Jazzmusiker (Piano, Komposition) und Mittelschullehrer.
Fink erhielt ab dem 7. Lebensjahr Klavierunterricht bei privaten Lehrerinnen. Bereits in der Mittelschule hatte er Jazzunterricht bei einem 
Jazzpianisten. Mit achtzehn Jahren gründete er eine Jazzgruppe, für die er auch komponierte. Er war bei Jamsessions in der 
Atlantic Bar in Stuttgart zu hören und nahm Klavierunterricht bei Horst Jankowski. 1956 arbeitete er als professioneller Musiker in der Band von Kurt Hohenberger im Baselstab, von 1957 bis 1959 im Hans-Zahn-Quintett, mit dem er auf Tournee in amerikanischen Soldatenclubs sowie in Jazzclubs im Grossraum Basel-Stuttgart-Heidelberg auftrat. Von 1963 bis 1968 studierte er Geschichte und Germanistik an der Universität Zürich, wo er 1970 auch promovierte. Während dieser Zeit spielte er auch im Africana. Seine Big-Band-Kompositionen und Arrangements wurden in den 1960er Jahren auf dem Jazz Festival Zürich aufgeführt. 1964 war er Gründungsmitglied des Jazzclubs Uster. Als Kantonsschul-Lehrer arbeitete er dann in Zürich, Wetzikon, Winterthur und Pfäffikon SZ. Während seiner Zeit als Mittelschullehrer wirkte er in Musicals und Cabarets mit (u. a. mit Inigo Gallo), war aber auch als Barpianist zu hören und von 1984 bis 1989 Mitglied der Glarona Big Band. Seither leitete er Combos, aber auch eine Bigband unter eigenem Namen, mit denen er einige Tonträger vorlegte. 2008 war er mit seinem eigenen Trio unterwegs, das auch gemeinsame Konzerte mit dem Orchester Le Corde Vive gab.

## Diskographische Hinweise
- Souvenirs IV - Candlelight Dinner (CD Liverpool Records 2003)
- Souvenirs III (CD Liverpool Records 2002)
- Souvenirs II (CD Liverpool Records 1999)
- Souvenirs (CD Liverpool Records 1996, Bigband)
- 'Glarona Big Band: it's oh so nice - a tribute to Sammy Nestico (LP Liverpool Records 1986)

## Lexigraphische Einträge
- Bruno Spoerri: Biografisches Lexikon des Schweizer Jazz CD-Beilage zu: B. Spoerri (Hrsg.): Jazz in der Schweiz. Geschichte und Geschichten. Chronos-Verlag, Zürich 2005, ISBN 3-0340-0739-6